# لا نافيداد

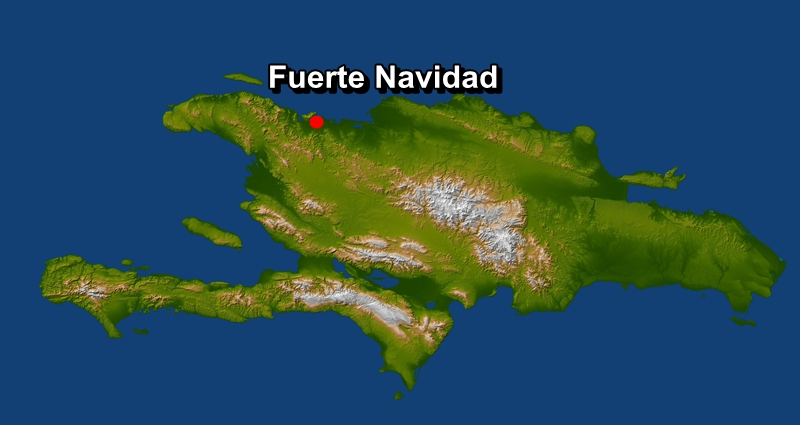
موقع النفيداد غرب جزيرة هسبنيولا - حاليًا هايتي.

النفيداد أو لا نافيداد (بالإسبانية: La Navidad أو Fuerte Navidad) هي أول مستوطنة أوروبيّة تُقام في العالم الجديد بعد اكتشافه من قبل الرحّالة كرستوفر كولومبوس عام 1492 خلال عصر الاستكشافات. كانت تقع غرب جزيرة هسبنيولا فيما يُعرف اليوم بجمهوريّة هايتي في منطقة الكاريبي، إلاّ أنها دُمِّرت في السنة التالية من تشييدها.

## تاريخ
لقد قام كولومبوس ببناء هذه المستوطنة عام 1492 من بقايا حطام سفينة سانتا ماريا التي كانت واحدة من ثلاثة سفن استخدمها في رحلته الأولى لاكتشاف المنطقة، كما ترك 39 رجلاً فيها كان من ضمنهم المترجم اليهودي الأندلسي المتحوّل إلى الكاثوليكيّة لويس دي طوريس والذي كان يتقن العربيّة والعبريّة. لكن السكان الأصليّون قاموا بمهاجمة المستوطنة هذه مما أدى إلى حرقها ومقتل جميع سكّانها انتقامًا من اختطاف المستوطنين الأوربيّين لعدد من النساء من السكان الأصليّين في وقت سابق.
قام كولومبوس ببناء مستوطنة جديدة بعد عودته في السنة التالية، أطلق عليها لا إيزابيلا نسبةً للملكة إيزابيلا الأولى ملكة قشتالة، وتقع بالقرب من النفيداد شرق جزيرة هسبنيولا فيما يُعرف اليوم بجمهوريّة الدومينيكان، حيث تُعتبر أقدم مستوطنة أوربيّة في الأمريكيتين موجودة حتى الآن.

## إعادة الاكتشاف
ظل موقع النفيداد منسيًا حتى قام مزارع من هاييتي بقيادة عالم آثار أمريكي يُدعى ويليام هودجز إلى الموقع في عام 1977. وقد أخذ إذنًا من الحكومة الهايتيّة للتنقيب في إحدى ملاعب التنس الموجودة بالمنطقة، حيث وجد مع مساعديه بعض الآثار التي تعود إلى النفيداد. وعلى الرغم من تلك الاكتشافات، فإنه لم يتم اكتشاف أي دليل قاطع حتى الآن لتحديد الموقع الدقيق لهذه المستوطنة.